# C/2014 UN271
C/2014 UN271（伯納迪內利–伯恩斯坦），簡稱為C/2014 UN271或伯納迪內利–伯恩斯坦彗星（暱稱為BB），是天文學家佩德羅·貝爾納迪內利和加里·伯恩斯坦在暗能量巡天的檔案影像中發現的一顆巨大的歐特雲彗星。在2014年10月首次發現其影像時，該物體與太陽的距離為29 AU（4.3 × 109 km；2.7 × 109 mi），幾乎與海王星的軌道一樣遠，並且是發現時距離太陽最遠的一顆彗星。它的核直徑至少為120 km（75 mi），是已知最大的歐特雲彗星。它正在接近太陽，並將在2031年1月到達其近日點，屆時距離為10.9AU（仍在土星軌道之外）。因為它不會進入內太陽系，因此肉眼依然看不見它。

## 觀測史

### 發現
C/2014 UN271是天文學家佩德羅·伯納迪內利（Pedro Bernardinelli）和加里·伯恩斯坦（Gary Bernstein）在演算法協助搜索緩慢移動的海王星外天體時，從托洛洛山美洲際天文台暗能量巡天（DES）的檔案圖像中發現的。它在2014年10月10日至2018年11月26日的42張DES影像中，檢測到當時視星等僅有22等的彗星。DES影像的長觀測弧顯示，儘管該天體在影像中看起來像小行星（點狀），但該天體是以近似抛物線軌道朝向太陽接近中，這意味著它起源於歐特雲。在DES首次檢出的影像中，該物體位於南天星座玉夫座，與太陽的距離為29.0天文單位（4.34 × 109；2.70 × 109英里），已在海王星的軌道內側。從它的距離來看，該物體相對較高的亮度表明其直徑必須在100 km（62 mi）的數量級上，對來自彗星起源地的物體來說，這是一個非常大的尺寸。

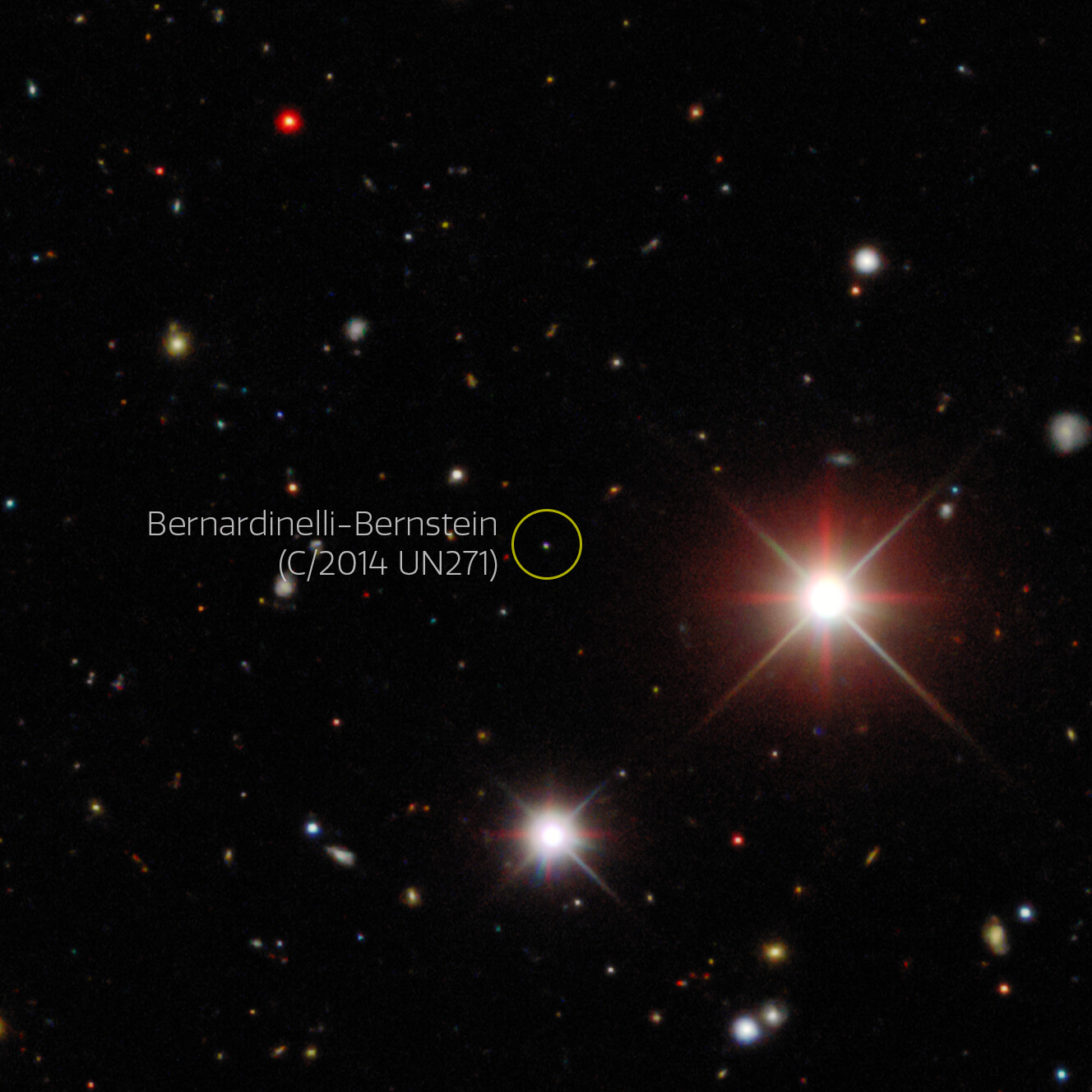
暗能量巡天於2017年10月拍攝的的彩色複合圖像。

這一發現於2021年6月19日由小行星中心宣佈，該天體的臨時名稱是小行星  2014 UN  271。對於2014 UN271這名稱，2014年是拍攝第一張發現影像的時間，U是發現的那半個月（10月下旬），N271是該半月發現的第6788顆（N271=271*25+13）。該天體引起了全世界天文學家的極大關注：天文學家進行了後續觀測，並在宣佈后的幾天內發現了幾個回溯發現。回溯發現最早的 2014 UN  271觀測結果是來自帕拉納天文台的可見光和紅外巡天望遠鏡於2010年11月15日拍攝的影像，當時該天體距離太陽34.1天文單位（5.10 × 109；3.17 × 109英里）。

### 彗星活動
2021年6月22日， 拉斯坎布雷斯天文台的天文學家Tim Lister，使用南非天文台位在南非薩瑟蘭附近的觀測站，由盧卡·布茲設在納米比亞的遠程望遠鏡SkyGems，首次報導了 2014 UN  271的彗星活動。觀測結果發現這顆彗星比預測的要亮一個星等，稍不對稱的彗髮寬度高達15弧秒。當時，彗星與太陽的距離為20.2天文單位（3.02 × 109；1.88 × 109英里）。2021年6月24日，小行星中心證實了彗星活動的觀測，彗星正式彗星的命名為C/2014 UN271（Bernardinelli–Bernstein）。
對NASA的凌日系外行星巡天衛星（Transiting Exoplanet Survey Satellite，TESS）存檔影像的分析表明，早在2018年9月，在距離太陽23.8天文單位（3.56 × 109）的觀測中，C/2014 UN271就有一個廣闊的、彌漫的彗髮，寬度至少為43弧秒。在2018年至2020年的TESS觀測期間，彗星的亮度顯著增加了1.5個星等，這可能是持續活動而非自發爆發的結果。
對其他望遠鏡數據集的重新檢查也發現了從2017年開始的DES圖像（在25.1天文單位）和泛星計劃從2019年開始的圖像（在22.6天文單位）中，都有瀰漫性和明顯不對稱的彗髮。C/2014 UN271的彗發亮度自2017年以來呈指數級增長，而彗星的整體亮度在2014-2018年保持穩定，暗示在29.0天文單位發現這顆彗星發現之前，彗星的活動可能已經開始了。從如此大的日心距觀測到彗星活動是罕見的，迄今只有另外三顆彗星：海爾-波普彗星（27.2天文單位出境），C/2010 U3 (Boattini)（25.8 AU入境）和C/2017 K2 (泛星彗星)（24.0 AU入境），曾經被觀察到在日心距離大於20天文單位處表現出活動。截至2022年，C/2014 UN271 保持著太陽系中發現彗星的最大距離的記錄。
哈伯太空望遠鏡於2022年1月和2022年3月觀測到 C/2014 UN  271。

#### 2021爆發
據9月14日報導，拉斯坎布雷斯天文臺在2021年9月9日，檢測到 C/2014 UN  271的明顯爆發。與當天早些時候拍攝的影像相比，它變亮了0.65星等，達到了18.9等。基於這種增亮的計算表明10至100 × 106（11至110 × 103 short ton）的灰塵在爆發期間被噴出。當時，這顆彗星與太陽的距離是19.9天文單位（2.98 × 109；1.85 × 109英里）。到2021年12月，這顆彗星的亮度已經下降到19等。

### 掩星
通過對C/2014 UN  271軌道和星曆的精確計算，發現2021-2025年間彗星幾乎沒有潜在的掩星事件，在此期間，彗星只會經過一顆明亮的恒星前面，並短暫遮擋恒星的光線。觀測這些掩星事件將有機會精確量測彗星的大小和位置，並蒐索周圍的塵埃和可能的衛星。2021年9月19日，澳大利亞和紐西蘭首次嘗試觀測其中一次掩星，但由於天氣條件惡劣而失敗。

## 可見性

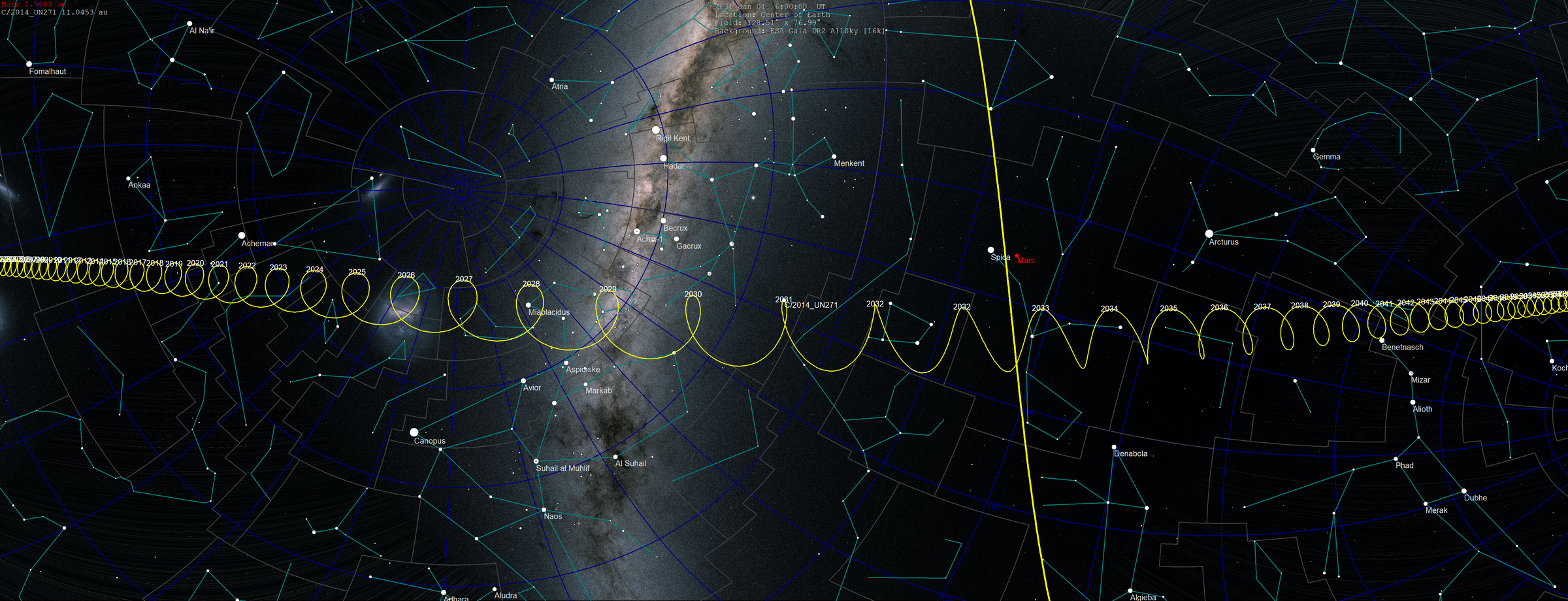
從地球上看在天空上的路徑。這顆彗星目前正在南半球移動，將於2032年穿過天球赤道（黃色垂直線）。彗星路徑中的視運行環是由地球圍繞太陽的周年運動引起的。

目前，C/2014 UN271的位置在天球赤道南方的赤緯−47°，很適合在南半球進行觀測。即將於2023年開始運作的薇拉·魯賓天文台將監測其彗星活動的演變。因為彗星不會進入內太陽系，因此這顆彗星不會變得更加活躍。預計彗星一旦到達近日點，不會比冥王星（視星等13–16）更亮，而且可能只會達到冥王星衛星冥衛一（視星等16.8）的亮度。即使它達到冥王星的視星等，也需要大約一架200 mm望遠鏡才能看到。

## 彗核性質

### 大小和質量

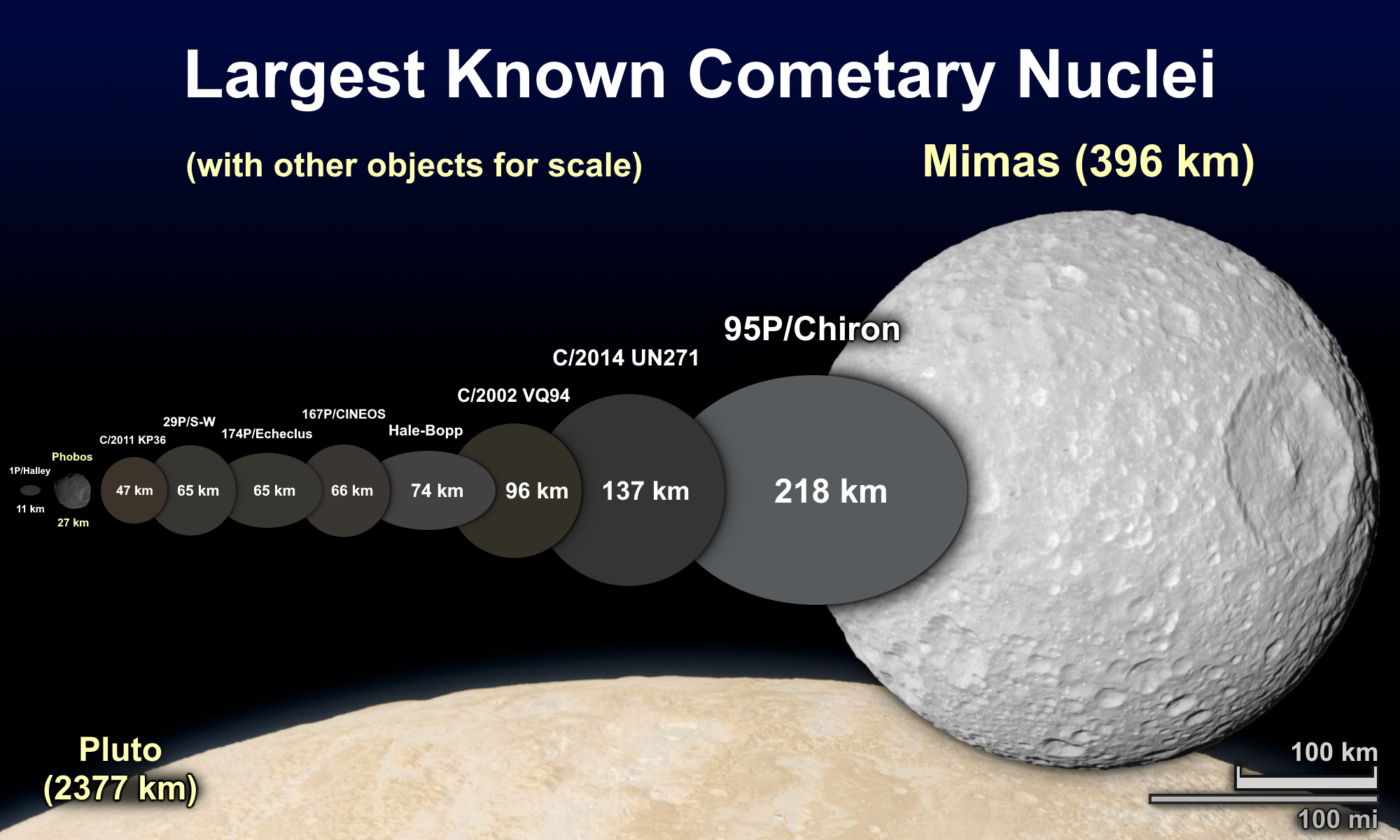
已知最大彗星的大小和顏色比較，包括矮行星冥王星和衛星米瑪斯、佛波斯的尺度。是已知的第二大彗星，僅次於95P/開朗。

2021年，通過阿塔卡瑪大型毫米及次毫米波陣列（ALMA）進行的無線電波和熱輻射的量測估計 C/2014 UN  271彗核的最大直徑為| 137±17公里（85±11英里）（假設看不見的塵埃、彗髮對彗核的熱輻射污染可以忽略不計。）。ALMA的量測沒有排除塵埃與彗髮污染彗核熱輻射高達24%的可能性，因此實際直徑很可能更小。在2022年，在設定塵埃與彗髮對彗核污染的最大值下，哈伯太空望遠鏡對 C/2014 UN  271的觀測證實其最大尺寸下限為119±15公里（74±9英里）。
即使在估計的最小直徑下，C/2014 UN271也是發現的最大歐特雲彗星，比直徑小於2 km（1.2 mi）的典型彗星大50多倍。之前已知的最大長週期彗星是C/2002 VQ94 (LINEAR)，直徑為96 km（60 mi），其次是海爾-波普彗星，直徑為 74 km（46 mi）。唯一已知大於C/2014 UN271的彗星是活躍的半人馬小行星95P/開朗，其直徑約為215 km（134 mi）。
媒體稱C/2014 UN271 一顆「巨型彗星」，有些人甚至聲稱它可能是一顆矮行星。 然而，C/2014 UN  271遠遠低於流體靜力平衡的400—1,000 km（250—620 mi）直徑閾值；因此它的質量不足以通過自身引力變成球形，所以它不可能是矮行星。此外，以C/2014 UN271彗核的大小，具有1 g/cm3以下的低密度；表明與矮行星的固體和分化的內部相比，其結構具有高度多孔性。 
C/2014 UN271的質量和密度雖然尚未測量，NASA粗略估計其質量為450 × 1015（500 × 1012 short ton），大約是典型彗星的10萬倍。

### 反照率和顏色

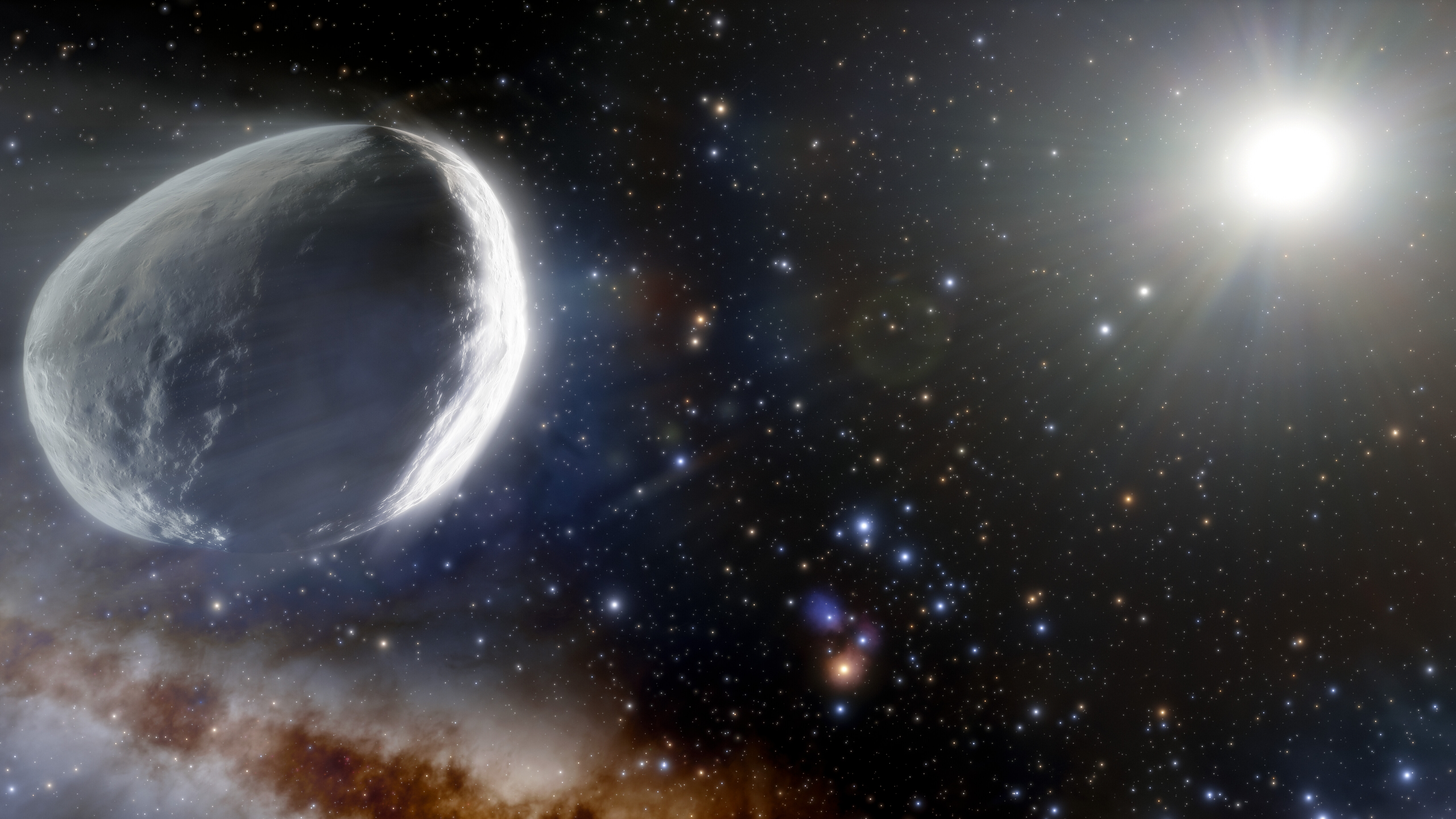
藝術家對伯納迪內利–伯恩斯坦彗星的想象。

根據其距離和視星等計算得出，沒有彗髮的C/2014 UN271彗核，在視覺（V波段）上的絕對星等為8.63±0.11。以給定最小的估計直徑（119公里）和絕對星等，計算出彗核具有非常低的視覺幾何反照率，上限值為4.4%±1.2%，這意味著它僅反射4.4%±1.2%的可見光，使其表面比煤更暗。對於最大估計直徑（137公里），彗核的最小反照率為3.3%±0.9%。C/2014 UN271的低反照率也是短週期和長週期群體的小彗星核的特徵，表明太陽系彗星的反照率、核大小和軌道類型之間缺乏相關性。彗星核的低反照率通常歸因於宇宙線解離分子在核表面產生的碳、有機化合物和硫化物的沉積。
對C/2014 UN271在其進入太陽系路徑中進行的光學觀測表明，其核對較長的波長似乎更具反射性，表明其呈中等紅色（儘管紅色略低於），與大多數長週期彗星相似。由於彗星活動，預計C/2014 UN271彗核的反照率和顏色會隨著時間的推移而改變，特別是在通過近日點後溫度降低時；它的核質量足够大，可以在引力作用下將凝華的冰冷噴射物重新捕獲到其表面，這會與海爾-波普彗星通過近日點後觀察到的情况類似。

### 自轉
因為它的亮度沒有顯示出任何顯著是因為自轉而變化的週期，因此C/2014 UN271的自轉週期仍是未知的。TESS在2018年和2020年進行的連續觀測沒有發現C/2014 UN271的光變曲線有週期性變化的迹象，為彗核的振幅變化設定了0.3星等的上限。對2018年及之前的地面望遠鏡數據集的分析顯示，C/2014 UN271核的絕對星等有0.2等的明顯變化，但由於數據稀疏，不能確定出任何的週期性。其它因素，如小規模的塵埃爆發，尚未被排除，也可能有助於這種絕對星等的變化，這意味著核的真正自轉變化甚至可能小於0.2星等。反之，如果這種變化完全是由彗核的自轉引起的，那麼彗核必須是近似球形的，或者旋轉軸的指向是朝著地球。

## 彗星屬性
C/2014 UN271的彗髮在20–25AU時指數型的增亮，與來自彗核表面冰凍的二氧化碳（CO2）或氨（NH3）昇華產生的指數增亮一致。較不豐富的揮發成分物質，如一氧化碳（CO）可能存在於C/2014 UN  271中，並可能對其遠距離活動起到額外作用，但它們的排放仍有待檢測。 2020年11月， NEOWISE以紅外線觀測，沒有檢測到來自在C/2014 UN271釋出的CO氣體；但在相同的日心距離下，20.9天文單位， CO排放速率的上限約為海爾-波普彗星的10倍。
對2018-2020年TESS影像中C/2014 UN271彗髮形狀的分析表明，彗髮由次毫米級塵埃顆粒組成，以範圍在10 m/s（33 ft/s）的低速噴射在附近，這表明彗星在2018年前2至10年間變得活躍。根據2022年1月哈伯觀測到的彗髮亮度，在20天文單位的C/2014 UN271正在以大約1,000 kg/s（1.1 short ton/s）的速度損失質量；與海爾-波普彗星在這個距離上的相似。

## 軌道和起源
C/2014 UN271來自歐特雲，自2014年3月以來一直在海王星（29.9AU）軌道內，並將於2022年9月進入天王星（18.3AU）軌道內。近日點通過時間自2021年6月以來一直廣為人知。目前，彗星距離太陽的3-sigma不確定性為±60,000公里。

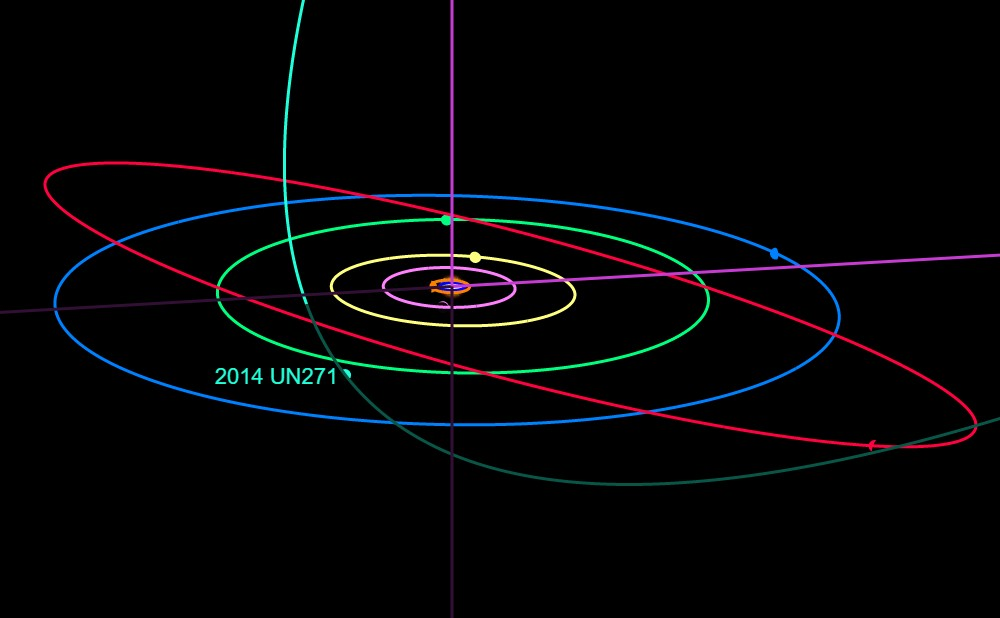
以近抛物線軌道垂直穿過外太陽系的軌跡圖。

歐特雲彗星接近和遠離太陽的軌道週期，受到行星攝動導致的軌道變化永遠不會完全相同。對於歐特雲彗星來說，在行星區域內定義的軌道可能會產生誤導性的結果。因此，應該在進入行星區域之前和離開行星區域之後，分別計算接近和遠離的軌道。使用幾年來經由數十次觀測的觀測弧，C/2014 UN271的軌道是可靠的 ，根據噴氣推進實驗室線上曆書系統的計算，它在1,600年的進入軌道半長軸為20,000 AU（0.3 ly）。這表示 C/2014 UN  271大約於140萬年前處在歐特雲中的最遠距離（39,000 AU（0.6 ly））。它將在2031年1月23日左右到達近日點（最接近太陽），距離10.95天文單位（1.638 × 109；1.018 × 109英里），就在土星軌道的遠日點（10.1天文單位之外。它將於2031年4月5日最接近地球，距離在10.1天文單位（1.51 × 109；0.94 × 109英里）左右。它將於2033年8月8日越過黃道面，此時它與太陽的距離遠達12.0 AU。它離開太陽（出境）的軌道週期將約為450萬年，遠日點距離約為54,000 AU（0.9 ly）。在歐特雲中，該物體與壽島太陽約束的引力非常鬆散，並受到星系潮汐攝動的影響。
像C/2014 UN271這樣的大型長週期彗星很少被發現，這是因為一種被稱為"衰退"的現象：在圍繞太陽運行的束縛軌道上的彗星，在每一次近日點的活動中週期性地失去質量和揮發性成分，導致其大小、亮度和活動性隨著年齡的增長而逐漸减小。這進一步證明 C/2014 UN  271是一顆動態的新彗星。 
| 彗星                                   | 以1600年曆元入境的質心軌道遠日點 （天文單位） | 以2500年曆元出境的質心軌道遠日點 （天文單位） |
| -------------------------------------- | --------------------------------------------- | --------------------------------------------- |
| C/1980 E1 (Bowell)                     | 74,000                                        | 雙曲                                          |
| C/1999 F1 (Catalina)                   | 55,000                                        | 66,000                                        |
| C/2003 A2 (Gleason)                    | 47,000                                        | 15,000                                        |
| C/2006 P1 (McNaught)                   | 67,000                                        | 4,100                                         |
| C/2010 U3 (Boattini)                   | 34,000                                        | 9,900                                         |
| C/2011 L4 (PanSTARRS)                  | 68,000                                        | 4,500                                         |
| Comet ISON                             | 雙曲                                          | 雙曲                                          |
| C/2013 A1 (Siding Spring)              | 52,000                                        | 13,000                                        |
| C/2013 US10 (Catalina)                 | 38,000                                        | 雙曲                                          |
| C/2014 UN271 (Bernardinelli–Bernstein) | 39,000                                        | 54,000                                        |
| C/2017 K2 (PanSTARRS)                  | 46,000                                        | 1,800                                         |
| C/2017 T2 (PanSTARRS)                  | 74,000                                        | 2,900                                         |

## 勘探
截至2022年沒有對 C/2014 UN  271提出任務建議，也沒有任何即將進行的任務可以針對該彗星進行探勘。歐洲太空總署即將進行的彗星攔截器任務將於2029年發射，並在地球軌道內對一顆長週期彗星進行飛越，但由於C/2014 UN271的近日點距離遙遠，將無法前往。
根據星際研究倡議協會在2021年的一項研究，在2022-2029年的9月至10月期間，每年都可以有一個直接飛往C/2014 UN271的低能軌道飛越任務最佳發射窗口，與地球的最大速度差為20公里/秒。在所有情况下，當C/2014 UN271在2033年8月以距離太陽11.9AU的距離穿過黃道面時，是最理想的時間，讓太空船將能以12-14公里/秒的相對速飛越彗星。或者，可以在2020-2027年和2034-2037年發射，利用木星進行重力助推和奧伯思機制的組合，飛行到C/2014 UN271進行探測。後一個窗口內的發射可以在完成1:1地球共振軌道後，利用地球飛越木星，這將顯著降低地球發射時的特徵能量（Characteristic energy），並可以在黃道上方抵達目標。利用內行星連續的重力助推和軌道共振，進行飛越軌道也是可能的，但2028年之前的發射日期提供了最理想的遭遇組合，即2033年晚些時候的時間抵達彗星。
雖然彗星幾乎垂直於黃道的軌道使得任何從黃道直接會合的軌道都不可行，但到C/2014 UN271的交會軌道已被考慮。儘管如此，在彗星越過黃道後，與C/2014 UN271的交會可以在木星重力助推下進行，最佳發射日期為2030-2034年，飛行持續時間約為14-15年。

## 外部連結
- C/2014 UN271 (Bernardinelli–Bernstein) （页面存档备份，存于） – comet catalog page by Seiichi Yoshida, updated 5 February 2022
- Giant Comet Found in Outer Solar System by Dark Energy Survey （页面存档备份，存于） – NOIRLab press release, 25 June 2021
- C/2014 UN271 at AstDyS-2, Asteroids—Dynamic Site
  - Ephemeris · Observation prediction · Orbital info · Proper elements · Observational info
- NASA JPL小天體瀏覽器上的C/2014 UN271